# Nề ngõa tượng cục
'Nề ngõa tượng cục trực thuộc Bộ Công của chính quyền phong kiến nhà Nguyễn, tập hợp những người thợ xây, làm gạch ngói ở Huế.

## Thành lập
Vào khoảng thế kỉ XVI, hoàn cảnh đất nước rối ren. Chúa Trịnh thâu tóm triều đình nhà Hậu Lê. Khi ấy, Chúa Nguyễn Hoàng quyết định vào Thuận Hóa để chờ đợi thời cơ. Trong bước đường Nam tiến ấy, ông đã chiêu mộ rất nhiều thợ thủ công giỏi để hòng xây dựng một triều đình riêng.
Đầu thế kỉ XIX, sau khi đánh bại nhà Tây Sơn, Gia Long lên ngôi hoàng đế, chọn Phú Xuân (Huế) làm kinh đô, đánh dấu một triều đại mới bắt đầu cai trị.  Trong điều kiện nhà nước non trẻ khi ấy, các công trình xây dựng đền, đài, lăng tẩm được đẩy mạnh nhằm phục vụ vua, quan, hoàng tộc. Nhằm quản lý một cách có tổ chức lực lượng những người thợ nề đang thực hiện các công trình cho triều đình, Nề ngõa tượng cục đã ra đời, trực thuộc ty tu tạo của Bộ Công.

## Chức năng – Nhiệm vụ
Nê ngõa tượng cục thực hiện các nhiệm vụ của ty tu tạo, do Bộ Công điều hành, quản lý và đặt bản thiết kế, giám sát thi công cũng như tính toán vật liệu chi dụng cho công trình.
Bên cạnh việc thực hiện những nhiệm vụ chỉ đạo của Bộ Công, nề ngõa tượng cục còn tổ chức, điều động lượng lính thợ không trực thuộc biên chế triều đình, đặt trong cơ cấu thường trực của ngạch binh, hay lượng lớn thợ thuyền khác chỉ nhận lệnh mỗi khi cần huy động.

## Cơ cấu tổ chức
Cơ cấu tổ chức của Nề ngõa tượng cục không thống nhất ở những đời vua khác nhau.
Năm Minh Mạng thứ 13 trong ty chế tạo (tức ty tu tạo) gồm chủ sự 1 người, tư vụ 2 người, Bát cửu phẩm thư lại 2 người và số lính thợ trong ty là 25 người.
Trong một văn bản được gọi là "Chúc thư hàng cục" viết vào năm Tự Đức thứ 34, vào thời ấy tổ chức hàng cục đã có 32 phái đặt dưới sự lãnh đạo của ban chấp hành hàng cục gồm 1 cục trưởng 1 kháng thủ, 1 thư ký và 1 kiểm lễ.
Cục trưởng là những "công sư" danh tiếng do hàng cục bầu lên và được triều đình phong phẩm hàm. Ban chấp hành hàng cục lãnh đạo các phái trong lĩnh vực nghề nghiệp và lễ nghi phong tục. Sau này khi tượng cục không còn tồn tại đúng chức năng của nó nữathì Ban chấp hành hàng cục vẫn tồn tại với tư cách lãnh đạo nghề nghiệp trên danh nghĩa, thực chất chỉ đóng vai trò điều hành trong lĩnh vực nghi lễ và
tương tế.
Lực lượng thợ xây trực thuộc biên chế triều đình vào cơ ngạch lính thợ của nề ngõa tượng cục không nhiều. Mỗi khi cần huy động nhân lực cho công trình kiến trúc, lượng thợ sẽ được trưng thu không thường xuyên từ nhiều nguồn khác nhau. Do đó, những người thợ này có tay nghề khá cao nhưng để duy trì kế sinh nhai, họ còn thực hiện cả các công trình của các quan lại hay các gia đình giàu có trong nhân dân. Chỉ khi có lệnh điều động, họ mới tập trung để triển khai các công trình của triều đình nhà Nguyễn.
Tuy nhiên đứng đầu tổ chức này cũng là những thành viên được nhà nước phong phẩm hàm. Sở dĩ có vấn đề này vì ngoài việc nhà nước muốn kiểm soát được phần nào hoạt động của các phái thợ khắp nơi, họ còn nắm được kế hoạch để điều động được ngay số lượng thợ thuyền cần thiết khi có công trình nhà nước được triển khai.

## Xóm Ngõa Tượng
Xóm Ngõa tượng là một dải đất hẹp với diện tích trên dưới 2 mẫu, nằm tại xứ Cay vông hạ, thuộc phận làng Địa Linh, xã Hương Vinh, cách trung tâm thành phố Huế khoảng 3 km về hướng Bắc.
Bởi nhu cầu phát triển ngành xây dựng nên nhiều thợ nề khắp nơi được huy động về kinh đô làm việc. Trong điều kiện đó, nhà Nguyễn đã cắt một dải đất nằm dọc theo con "hói hàng Tổng" (nay là xóm Ngõa Tượng) để làm nơi cư trú cho họ. Xóm Ngõa Tượng được lựa chọn còn bởi nguồn nguyên liệu đất sét dồi dào và có chất lượng, cộng với giao thông thuận tiện, gần kinh thành nên thuận lợi cho việc giám sát, theo dõi công trình thi công.
Sau khi các công trình hoàn thành, phần lớn những người thợ nề này trở về quê quán. Tuy nhiên, vẫn có một số ít gia đình tình nguyện ở lại xóm Ngõa Tượng cho tới bây giờ.
Từ ngày 24 tháng 11 Âm lịch, thợ nề khắp tỉnh Thừa Thiên Huế và nhiều vùng miền khác đều tới
Nề ngõa tượng đường tại đây để làm lễ tế Tổ sư thợ Nề.